# Classifica giovani (Tour de France)
La classifica giovani al Tour de France (fr. Classement des jeunes) è una delle classifiche accessorie della corsa a tappe francese, istituita nel 1975. Consiste in una graduatoria a tempi che riguarda solo i ciclisti che non hanno ancora compiuto il venticinquesimo anno di età il 1º gennaio dell'anno in corso. Il simbolo distintivo è la maglia bianca.

## Storia
Questa particolare graduatoria fu istituita nel 1975, in sostituzione della classifica combinata, e considerava i ciclisti che, al 1º gennaio dell'anno in corso, non avevano ancora compiuto 26 anni di età. Come avviene tuttora, era calcolata basandosi sui tempi della Classifica generale e il simbolo distintivo era la maglia bianca. Nel 1983 cambiò la modalità di partecipazione e fu aperta solo ai ciclisti che partecipavano al Tour per la prima volta ma, dal 1987, tornò ad assumere la modalità classica.
Dopo il 1989 la maglia bianca non venne più assegnata anche se la classifica continuò ad essere calcolata. Solo dal 2000 è stata assegnata nuovamente. Nel 1997, il nome della classifica cambiò in Souvenir Fabio Casartelli.
Da quando questa graduatoria fu istituita nel 1975, è stata vinta da 40 differenti ciclisti, di cui otto hanno poi vinto il Tour de France durante la loro carriera: Laurent Fignon, Greg LeMond, Marco Pantani, Jan Ullrich, Alberto Contador, Andy Schleck, Egan Bernal e Tadej Pogačar. In sole sette occasioni il ciclista che ha vinto la classifica dei giovani ha conquistato anche la classifica generale nello stesso anno: Fignon nel 1983, Ullrich nel 1997, Contador nel 2007, Andy Schleck nel 2010 (a seguito della squalifica di Contador), Bernal nel 2019 e Pogačar nel 2020 e 2021. Gli unici a vincere la maglia bianca in più occasioni sono stati Pantani (due vittorie di fila), Ullrich (tre vittorie di fila, accompagnate in tutte le occasioni dal primo o secondo posto nella generale), Andy Schleck (tre vittorie di fila), Nairo Quintana (due vittorie) e Pogačar (quattro vittorie di fila, accompagnate in tutte le occasioni dal primo o secondo posto nella generale).
Il primo ciclista ad indossare la maglia bianca a Parigi fu l'italiano Francesco Moser.

## Albo d'oro
| Anno | Corridore                | Squadra                   | Tempo      | Altre classifiche  |
| ---- | ------------------------ | ------------------------- | ---------- | ------------------ |
| 1975 | Francesco Moser          | Filotex                   | 114h59'44" | -                  |
| 1976 | Enrique Martínez Heredia | KAS-Campagnolo            | 117h07'13" | -                  |
| 1977 | Dietrich Thurau          | TI-Raleigh                | 115h50'54" | -                  |
| 1978 | Henk Lubberding          | TI-Raleigh                | 112h20'28" | -                  |
| 1979 | Jean-René Bernaudeau     | Renault-Gitane            | 103h39'33" | -                  |
| 1980 | Johan Van der Velde      | TI-Raleigh                | 109h44'42" | -                  |
| 1981 | Peter Winnen             | Capri Sonne               | 96h40'04"  | -                  |
| 1982 | Phil Anderson            | Peugeot-Shell-Michelin    | 92h21'02"  | -                  |
| 1983 | Laurent Fignon           | Renault-Elf               | 105h07'52" | Generale           |
| 1984 | Greg LeMond              | Renault-Elf               | 112h15'26" | -                  |
| 1985 | Fabio Parra              | Café de Colombia          | 113h37'58" | -                  |
| 1986 | Andrew Hampsten          | La Vie Claire-Radar       | 110h54'03" | -                  |
| 1987 | Raúl Alcalá              | 7-Eleven                  | 115h49'31" | -                  |
| 1988 | Erik Breukink            | Panasonic-Isostar         | 84h59'07"  | -                  |
| 1989 | Fabrice Philipot         | Toshiba-Kärcher-Look      | 88h23'18"  | -                  |
| 1990 | Gilles Delion            | Helvetia-La Suisse        | 91h00'17"  | -                  |
| 1991 | Álvaro Mejía             | Ryalcao-Postobon          | 101h35'12" | -                  |
| 1992 | Eddy Bouwmans            | Panasonic-Sportlife       | 101h18'05" | -                  |
| 1993 | Antonio Martín Velasco   | Amaya Seguros             | 96h27'00"  | -                  |
| 1994 | Marco Pantani            | Carrera Jeans-Tassoni     | 100h45'57" | -                  |
| 1995 | Marco Pantani            | Carrera Jeans-Tassoni     | 93h11'19"  | -                  |
| 1996 | Jan Ullrich              | Team Telekom              | 95h58'57"  | -                  |
| 1997 | Jan Ullrich              | Team Telekom              | 100h30'35" | Generale           |
| 1998 | Jan Ullrich              | Team Telekom              | 92h53'07"  | -                  |
| 1999 | Benoît Salmon            | Casino-C'est votre Equipe | 92h01'15"  | -                  |
| 2000 | Francisco Mancebo        | Banesto                   | 92h51'17"  | -                  |
| 2001 | Óscar Sevilla            | Kelme-Costa Blanca        | 86h35'58"  | -                  |
| 2002 | Ivan Basso               | Fassa Bortolo             | 82h24'30"  | -                  |
| 2003 | Denis Men'šov            | iBanesto.com              | 84h00'56"  | -                  |
| 2004 | Vladimir Karpec          | Illes Balears-Banesto     | 84h01'13"  | -                  |
| 2005 | Jaroslav Popovyč         | Discovery Channel         | 86h34'04"  | -                  |
| 2006 | Damiano Cunego           | Lampre-Fondital           | 89h58'49"  | -                  |
| 2007 | Alberto Contador         | Discovery Channel         | 91h00'26"  | Generale           |
| 2008 | Andy Schleck             | Team CSC-Saxo Bank        | 88h04'24"  | -                  |
| 2009 | Andy Schleck             | Team Saxo Bank            | 85h52'46"  | -                  |
| 2010 | Andy Schleck             | Team Saxo Bank            | 91h59'27"  | Generale           |
| 2011 | Pierre Rolland           | Team Europcar             | 86h23'05"  | -                  |
| 2012 | Tejay van Garderen       | BMC Racing Team           | 87h45'51"  | -                  |
| 2013 | Nairo Quintana           | Movistar Team             | 84h01'00"  | Scalatori          |
| 2014 | Thibaut Pinot            | FDJ                       | 90h07'21"  | -                  |
| 2015 | Nairo Quintana           | Movistar Team             | 84h47'26"  | -                  |
| 2016 | Adam Yates               | Orica-BikeExchange        | 89h09'30"  | -                  |
| 2017 | Simon Yates              | Orica-Scott               | 86h27'09"  | -                  |
| 2018 | Pierre Latour            | AG2R La Mondiale          | 83h39'26"  | -                  |
| 2019 | Egan Bernal              | Team Ineos                | 82h57'00"  | Generale           |
| 2020 | Tadej Pogačar            | UAE Team Emirates         | 87h20'05"  | Generale Scalatori |
| 2021 | Tadej Pogačar            | UAE Team Emirates         | 82h56'36"  | Generale Scalatori |
| 2022 | Tadej Pogačar            | UAE Team Emirates         | 79h36'03"  | -                  |
| 2023 | Tadej Pogačar            | UAE Team Emirates         | 82h13'11"  | -                  |
| 2024 | Remco Evenepoel          | Soudal Quick-Step         | 83h48'14"  | -                  |
| 2025 | Florian Lipowitz         | Red Bull-Bora-Hansgrohe   | 76h11'32"  | -                  |